# Unione Sportiva Pro Vercelli 2004-2005
Questa pagina raccoglie le informazioni riguardanti l'Unione Sportiva Pro Vercelli nelle competizioni ufficiali della stagione 2004-2005.

## Divise e sponsor
| 1ª divisa | 2ª divisa |

## Rosa
| N. |                    | Ruolo | Calciatore                 |
| -- | ------------------ | ----- | -------------------------- |
|    | Brasile (bandiera) | C     | Robert Anderson Cavalheiro |
|    | Italia (bandiera)  | C     | Fabio Balacchi             |
|    | Italia (bandiera)  | C     | Matteo Baldi               |
|    | Italia (bandiera)  | C     | Gabriele Baronetto         |
|    | Italia (bandiera)  | A     | Alberto Bernardi           |
|    | Italia (bandiera)  | C     | Luigi Crisopulli           |
|    | Italia (bandiera)  | C     | Daniele Dalla Bona         |
|    | Italia (bandiera)  | C     | Dario D'Onofrio            |
|    | Nigeria (bandiera) | A     | Morgan Edirin Egbedi       |
|    | Italia (bandiera)  | D     | Andrea Gaboardi            |
|    | Italia (bandiera)  | A     | Enrico Gherardi            |
|    | Italia (bandiera)  | D     | Paolo Gobba                |
|    | Italia (bandiera)  | C     | Gabriele Gorlani           |

| N. |                   | Ruolo | Calciatore         |
| -- | ----------------- | ----- | ------------------ |
|    | Italia (bandiera) | A     | William Larganà    |
|    | Italia (bandiera) | P     | Alessio Locatelli  |
|    | Italia (bandiera) | D     | Moreno Longo       |
|    | Italia (bandiera) | D     | Carlalberto Ludi   |
|    | Italia (bandiera) | P     | Daniele Mandelli   |
|    | Italia (bandiera) | P     | Federico Marchetti |
|    | Italia (bandiera) | D     | Stefano Melissano  |
|    | Italia (bandiera) | C     | Nicolò Munari      |
|    | Italia (bandiera) | D     | Alex Frer Negro    |
|    | Italia (bandiera) | A     | Pierpaolo Nodari   |
|    | Italia (bandiera) | D     | Ivan Pelati        |
|    | Italia (bandiera) | C     | Mirko Rondinelli   |
|    | Italia (bandiera) | C     | Michele Sella      |